# Чемпіонат України з хокею 2003—2004
Чемпіонат України з хокею сезону 2003—2004 років — було проведено у термін з 29 листопада 2003 року по 28 березня 2004 року.

## Регламент змагань
Регламент турніру мало чим відрізнянвся від регламенту попереднього сезону. Сокіл грав лише у фіналі, в той час як решта клубів у двох лігах боролися за право стати їх суперником у вирішальному протистоянні.
П'ять команд вищої ліги провели двоколовий турнір зі спареними турами. За його підсумками, три перші клуби потрапляли в чвертьфінал, а четверта команда турнірної таблиці, аби потрапити в плей-оф, проводила дві стикові зустрічі з переможцем першої ліги.
Турнір команд першої ліги вперше було проведено в Дніпропетровську. 7 колективів було розділено на дві групи, де вони і змагалися у термін з 3-го по 7-ме лютого. Переможці груп розіграли між собою фінал, команди, котрі посіли другі місця — матч за третє місце і т.д.
Всі серії плей-оф вищої ліги тривали до двох перемог однієї з команд.

## Вища ліга

### Підсумкова таблиця
| Пояснення                              |
| -------------------------------------- |
| Команди, котрі потрапили до 1/4 фіналу |
| Команда, котра грала в стикових матчах |
| Команда, котра припинила боротьбу      |

| Команда                   | І  | В  | ВО | Н | П  | ГЗ  | ГП  | Різниця | О  |
| ------------------------- | -- | -- | -- | - | -- | --- | --- | ------- | -- |
| ХК «Київ»                 | 16 | 15 | 0  | 0 | 1  | 102 | 18  | +84     | 45 |
| «АТЕК» Київ               | 16 | 10 | 0  | 2 | 4  | 55  | 41  | +14     | 32 |
| СДЮСШОР-«Барвінок» Харків | 16 | 8  | 1  | 2 | 5  | 77  | 44  | +33     | 28 |
| «Дружба-78» Харків        | 16 | 3  | 1  | 0 | 12 | 47  | 43  | +4      | 11 |
| «Хімік» Сєвєродонецьк     | 16 | 0  | 0  | 0 | 16 | 20  | 155 | −135    | 0  |

### Бомбардири
| Гравець            | Команда    | Г  | П  | О  |
| ------------------ | ---------- | -- | -- | -- |
| Олексій Коваль     | ХК «Київ»  | 13 | 5  | 18 |
| Віктор Куценко     | «АТЕК»     | 11 | 7  | 18 |
| Єгор Руфанов       | ХК «Київ»  | 6  | 12 | 18 |
| Сергій Малашенко   | «АТЕК»     | 13 | 4  | 17 |
| Ігор Андрущенко    | ХК «Київ»  | 8  | 9  | 17 |
| Микола Коляда-ст.  | «АТЕК»     | 10 | 6  | 16 |
| Юлій Дружин        | «Барвінок» | 8  | 8  | 16 |
| Володимир Єловиков | «АТЕК»     | 4  | 12 | 16 |
| Євген Онищенко     | ХК «Київ»  | 8  | 7  | 15 |
| Кирило Катрич      | ХК «Київ»  | 7  | 8  | 15 |

Г = Голи; П = Результативні паси; О = Очки;

## Перша ліга

### Групова стадія
| Команда                             | 1    | 2    | 3   | 4    | В | ВО | Н | П | Ш     | О |
| ----------------------------------- | ---- | ---- | --- | ---- | - | -- | - | - | ----- | - |
| ХК «Дніпро» Херсон                  |      | 8:7  | 6:2 | 26:0 | 2 | 1  | 0 | 0 | 40-9  | 8 |
| ХК «Політехнік» Київ                | 7:8  |      | 9:2 | 17:1 | 2 | 0  | 0 | 1 | 33-11 | 6 |
| «Дніпровські вовки» Дніпропетровськ | 2:6  | 2:9  |     | 7:1  | 1 | 0  | 0 | 2 | 11-16 | 3 |
| «Сумські ворони»                    | 0:26 | 1:17 | 1:7 |      | 0 | 0  | 0 | 3 | 2-50  | 0 |

| Команда                  | 1    | 2   | 3    | В | ВО | Н | П | Ш    | О |
| ------------------------ | ---- | --- | ---- | - | -- | - | - | ---- | - |
| «Метеор» Дніпропетровськ |      | 7:0 | 11:1 | 2 | 0  | 0 | 0 | 18-1 | 6 |
| «Сонячна Долина» Одеса   | 0:7  |     | 7:2  | 1 | 0  | 0 | 1 | 7-9  | 3 |
| ХК «Гладіатор» Львів     | 1:11 | 2:7 |      | 0 | 0  | 0 | 2 | 3-18 | 0 |

#### Матч за 5-те місце
- «Дніпровські вовки» Дніпропетровськ - «Гладіатор» Львів - 2:4

#### Матч за 3-є місце
- «Політехнік» Київ -  «Сонячна долина» Одеса - 2:3

#### Фінал
- «Дніпро» Херсон - «Метеор» Дніпропетровськ - 5:9

Перемігши в змаганнях першої ліги, клуб «Метеор» мав визначити долю останнього місця в чвертьфіналі, зігравши стикові поєдинки проти четвертої команди вищої ліги.

## Плей-оф

### Стикові матчі*
- «Дружба-78» Харків - «Метеор» Дніпропетровськ - 0:2 (3:5, 1:2)

* — обидва матчі відбулися у Харкові.

### 1/4 фіналу
- «АТЕК» Київ - СДЮСШОР-«Барвінок» Харків - 2:1 (4:1, 3:4 (ШК), 2:1)
- ХК «Київ» - «Метеор» Дніпропетровськ - 2:0 (6:2, 7:3)

### 1/2 фіналу
- ХК «Київ»- «АТЕК» Київ - 2:0 (3:2, 6:3)

### Фінал
- Сокіл Київ - ХК «Київ» - 2:0 (4:0, 11:1)

## Команда-переможець
| Чемпіон України Сокіл Київ | Воротарі: Вадим Селіверстов, Олександр Васильєв Захисники: Юрій Гунько, Василь Полоницький, Володимир Кирик, Олег Благой, Костянтин Рябенко Нападники: Василь Бобровников, Володимир Рублівський, Дмитро Марковський, Євген Млинченко, Євген Пастух, Богдан Савенко, Олег Шафаренко, Артем Бондарєв, Антон Буточнов, Артем Гніденко, Віктор Гончаренко, Євген Лазарєв, Сергій Черненко, Олександр Шевченко Головний тренер: Сеуканд Олександр Юрійович |